# Sceloporus utiformis
Sceloporus utiformis (колюча ігуана Копа) — вид ігуаноподібних ящірок родини фриносомових (Phrynosomatidae). Ендемік Мексики.

## Поширення і екологія
Колючі ігуани Копа поширені на заході Америки, від півдня Сіналоа до заходу Герреро, Морелоса, Халіско і Наярита. Вони живуть в сухих чагарникових заростях і рідколіссях, на висоті до 1700 м над рівнем моря. Ведуть переважно наземний спосіб життя. Живляться мурахами, жуками, терітами, прямокрилими та іншими комахами. Відкладають яйця.